# Daniel Arcas i Aznar
Daniel Arcas i Aznar   (Barcelona, 22 de juny de 1990), conegut com a Dani Arcas, és un pilot de motociclisme català que competí internacionalment entre la temporada de 2008 i la de 2009.

## Trajectòria internacional
Debutà en el Mundial de motociclisme com a wildcard ("comodí") en el Gran Premi de Catalunya de motociclisme del 2008, disputant després el Gran Premi del Japó en substitució d'Eugene Laverty. Al final de la temporada fou el vint-i-cinquè de la general, amb 2 punts obtinguts gràcies al seu catorzè lloc al darrer Gran Premi de la temporada.
El 2009 participà en el Gran Premi d'Itàlia, sense aconseguir punts per a la classificació. Aquell mateix any competí en el Campionat d'Espanya en categoria Extreme pilotant una de les noves Moto2 en fase de test a l'espera del debut oficial d'aquesta categoria en el Mundial de 2010.

## Resultats al Mundial de motociclisme[2]
| Any   | Categoria | Moto    | Curses | Victòries | Podi | Pole | Fast lap | Punts | Posició |
| ----- | --------- | ------- | ------ | --------- | ---- | ---- | -------- | ----- | ------- |
| 2008  | 250cc     | Aprilia | 5      | 0         | 0    | 0    | 0        | 2     | 25è     |
| 2009  | 250cc     | Aprilia | 1      | 0         | 0    | 0    | 0        | 0     | -       |
| Total |           |         | 6      | 0         | 0    | 0    | 0        | 2     |         |